# Czeska Wieś
Czeska Wieś (niem. Böhmischdorf, w okresie 1945-1946 Czechy Śl.) – wieś w Polsce położona w województwie opolskim, w powiecie brzeskim, w gminie Olszanka.
W połowie odległości między Czeską Wsią a Jankowicami Wielkimi, formalnie na terenie Jankowic Wielkich, jest przystanek kolejowy Czeska Wieś.

## Historia
W roku 1933 zamieszkana była przez 545 mieszkańców, a roku 1939 przez 523 mieszkańców, w tym czasie należała administracyjnie do powiatu brzeskiego (Landkreis Brieg). Po wysiedleniu niemieckich mieszkańców wsi w latach 1945/46, wieś została zasiedlona przez Polaków, mieszkańców Pogórza Bukowskiego, którzy w wyniku działalności oddziałów UPA zmuszeni byli opuść swoje rodzinne strony. Obecną nazwę wsi zatwierdzono administracyjnie 12 listopada 1946. W roku 1956 do wsi oraz okolicznych miejscowości zostali sprowadzeni również repatrianci z ZSRR. Obecnie większość mieszkańców utrzymuje się z działalności rolniczej. We wsi znajduje się przedszkole oraz sklep ogólnospożywczy oraz znajduje się Ochotnicza Straż Pożarna w Czeskiej Wsi .
W latach 1954–1959 wieś należała i była siedzibą władz gromady Czeska Wieś, po jej zniesieniu w gromadzie Olszanka. 

## Zabytki
Do wojewódzkiego rejestru zabytków wpisane są:
- kościół fil. pw. Najświętszego Serca Jezusa, z 1300 r., XVIII w.
- szkoła, z poł. XIX w.

Inne zabytki:
- stary cmentarz, w latach 70. XX wieku w wyniku decyzji administracyjnej ówczesnych władz został on zniszczony, usunięto również wszystkie marmurowe nagrobki.